# ビッチ姉妹が清純なはずがないっ!
『ビッチ姉妹が清純なはずがないっ!! 』（ビッチシスターズがせいじゅんなはずがない）は、2017年1月27日にonomatope*raspberryから発売されたアダルトゲームである。

## 解説
onomatope*とDMM.comとの合同ブランドonomatope*raspberryの第二作である本作は、前作『ビッチ姉ちゃんが清純なはずがないっ!』のコンセプトを受け継いだ作品であるが、世界観につながりはない。
2018年9月14日には、ホビボックスのホビコレDから本作のDVD-PG版が発売された。

## あらすじ
主人公・晴海虹は、過保護な姉・茜と、ギャルである妹の橙香とともに人生を歩んできた。
このままでは自分がだめになってしまうと考えた虹は、幼なじみの豊洲藍子に告白するも、振られてしまう。
藍子に振り向いてもらおうと考えた虹は、彼女の姉で現生徒会長の碧を超えるべく、生徒会長に立候補した。
それを知った虹の同級生・月島白亜は、彼への嫉妬心から妨害工作を企てる。
そして、演説会の時、白亜は通路に脚をかけ、そこに通りかかった同級生の竹芝浅黄が白亜の脚に躓き、演説中の虹のズボンをパンツごとおろしてしまい、全校生徒の前に彼の男根があらわになってしまう。
翌日、絶望感に打ちひしがれながらも登校した虹は、校内の生徒たちから尊敬と羨望のまなざしで見られていたことに驚き、妹の親友・品川黒子をはじめとする一部の女子生徒からも言い寄られる。
さらに、厳格な担任教師・芝浦桜や学園の理事長・辰巳紫陽花からも別の意味で目を付けられ、虹は複雑な気持ちになる。

## 登場人物
晴海虹（はるみ こう）
本作の主人公。
晴海 茜 （はるみ あかね）
声:新堂真弓
晴海家の長女。あらゆるものを包む優しさと支配性を併せ持っており、怒らせると怖い。亡き両親の親代わりとして弟を溺愛し、朝の挨拶代わりとしてフェラチオをする始末。
晴海 橙香 （はるみ とうか）
声：星鹿りえ
晴海家の末娘。兄を溺愛する長姉に対する反抗心から、大人の女を見せつけるべくギャルになった。頭が悪そうな言動が目立つものの、学年トップの成績をおさめている。
家では兄に甘えることが多く、世話をさせたり構ってもらえることに対して幸せを感じている。また、尻を叩かれることに悦びを感じてしまうため、そのような状況に持ち込むべくわざと兄に対して無理難題をふっかけることもある。
豊洲 藍子 （とよす あいこ）
声：風花ましろ
虹の幼馴染で、彼のクラスの委員長を務めている。
断ることが苦手であり、クラス委員長も仕方なく引き受けたものである。姉である碧の完璧性にあこがれを抱くと同時に、自らの性格を嫌悪している。
豊洲 碧 （とよす みどり）
声：田中理々
藍子の姉で、茜の幼馴染。
学園の現生徒会長の地位についており、有能さと他者に媚びぬ姿勢から女子の下級生から人気を集めている。
その一方で、妹に対して素直に愛情を伝えられないことに対して悩んでおり、虹へ惜しげもなく愛情を与える茜に対してはあこがれに近い感情を抱いている。また、虹に対しては自分の弟のような感情を抱いている。
スカーレット・ウェルヘルミナカーデ
声:蓬かすみ
虹のクラスに転入してきた留学生。
高慢な性格で、男を犬とみなし、自分以外の女はライバルだと思っている。
忠犬を飼いたいと思っていた矢先、演説会の一件で虹の巨根を知り、自らの犬になるよう言い寄ってくる。
竹芝 浅黄 （たけしば あさぎ）
声：ありかわ真奈
虹の同級生。おとなしい性格もあってあまり目立たないが、黒板を掃除するといった雑用を積極的にこなしている。恵まれない家庭環境で育ったため、いい子にしていれば愛されるという考え方が日ごろの行いに反映されている。
辰巳 紫陽花 （たつみ あじさい）
声：成瀬未亜
虹らが通う学園の理事長で、白亜の姉。
亡き夫から学園の理事長を受け継いでいる。
疎遠になっていた妹が学園に入学して以来は気にかけているが、妹の悪行については知らなかった。
奔放だが感情的な性格をしている。
演説会の一件で虹の巨根を目の当たりにして驚愕している。
月島 白亜 （つきしま はくあ）
声：結城ほのか
虹のクラスのマドンナ的存在。
自己愛が強く、自らの可愛さを武器として利用することもある。その一方、暗い過去ゆえにセックスを道具として見ており、気に入った男たちを侍らせないと気が済まない。
生徒会長に立候補した虹に対する妨害工作を実行するが、却って彼に好意的な視線が集まってしまい不満に感じている。
芝浦 桜 （しばうら さくら）
声：羽村しき
虹らのクラスの担任教諭。
新任ながらも厳格な指導方針で知られているが、ストレスを抱え込んでいる。
性に関しては奥手であり、自らの全てを委ねられる男性に会えるまで処女を守りたいと考えている。
品川 黒子 （しながわ くろこ）
声：みたかりん
虹と同じ学園に通う令嬢で、運転手付きの黒塗りの高級車で通学している。
自らのかわいらしさを武器に、周囲に愛嬌をふりまいている。
自分とは正反対の橙香に興味を抱いており、接触の機会をうかがっている。

## 開発
本作は、前作の良いところを受け継いだ作品として制作された。
本作のヒロイン数は前作よりも2人多い10人であり、プロデューサーであるMOKAは人数が増えた理由について「原画の雛祭桃子さんたちがいいデザインのキャラクターをたくさん描いてくれたので、あれもこれもと選んでいるうちに10人に増えてしまった」と2016年のGame Headlineとのインタビューの中で述べている。
このため、本作は10人全員に個別ルートが割り振られているわけではなく、複数のヒロインをグループにしたルートが割り振られた。また、価格も前作より1000円高くつけられた。
MOKAはストーリーについて、「自分はメロドラマのようなドロドロした展開を好んでいたため、本作ではその要素を前面に押し出した」と2017年のGame Headlineとのインタビューの中で振り返っている
前作同様「ビッチパッチ」が特典としてつけられたほか、秋葉原にあるゲームショップに各ヒロインの立て看板を置き、客に落書きしてもらう企画も実施された。

### キャラクター設定
癖のあるキャラクターが登場していた前作において「単なる抜きゲーかと思ったら、シナリオが良かった」という意見が多く寄せられたため、本作でも癖のあるキャラクターが数多く登場し、その「癖」の理由を物語の中で描いていく手法がとられた。
キャラクターデザインは前作同様雛祭桃子が参加しており、前作よりも少し頭身をあげて大人びたデザインになった。
登場人物は茜と橙香の二人を明るめの髪色にし、それ以外の人物は全員黒系統の色にした。
また、制服のデザインはDMM.comからの提案を基に、シックなデザインになった。

## 反響
本作は、萌えゲーアワードの2017年1月発売タイトル月間賞投票で10位にランクインした。

### ユーザーからの反響
本作をプレイしたユーザーからは「主人公にはもっと主体的に事件を解決してほしい」という要望がonomatope* raspberryに寄せられた。